# 香港單車館公園
香港單車館公園（英語：Hong Kong Velodrome Park），前稱將軍澳市鎮公園（英語：Tseung Kwan O Town Park） ，常常被誤稱為香港單車公園，位於香港新界西貢區將軍澳新市鎮寶康路105-107號，在將軍澳運動場及香港單車館旁，屬香港單車館附屬公園，佔地約5.3公頃，造價達11億3,000萬元，於2010年動工，於2014年4月30日啟用。

## 命名
此公園常被誤稱為「香港單車公園」，令人以為這裡能夠踏單車，實際上，在2017年以前，這公園嚴禁踏單車，大部分保安員也對踏單車人士零容忍及給予警告。2017年後，康文署才解禁，開放單車進入公園內的共用通道範圍。

## 全景

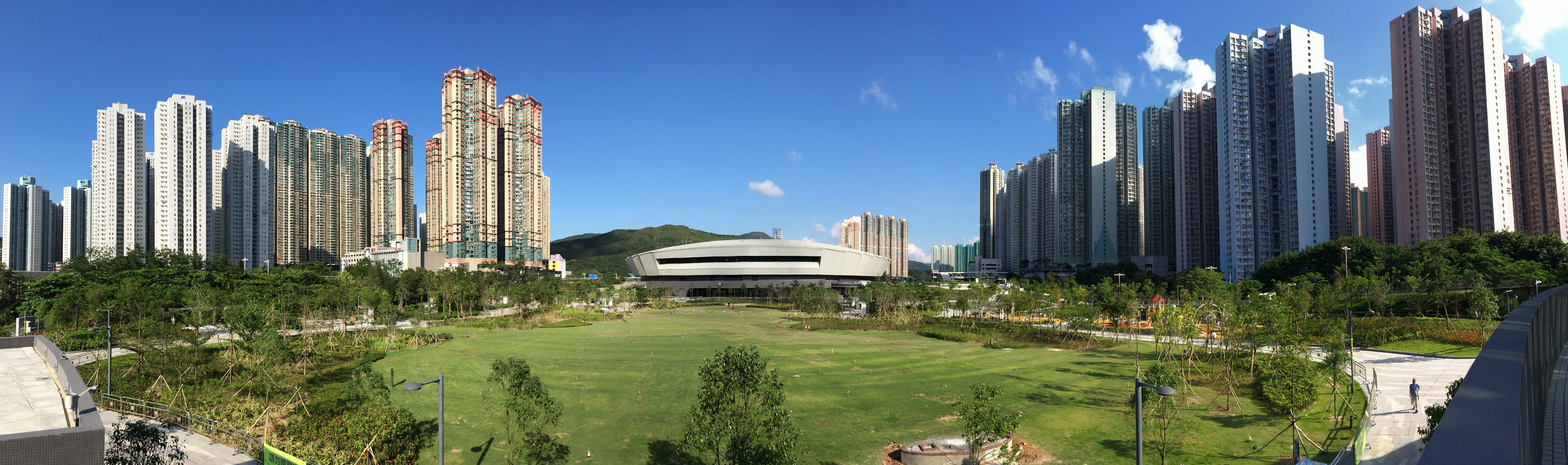
香港單車館公園全景

## 設施

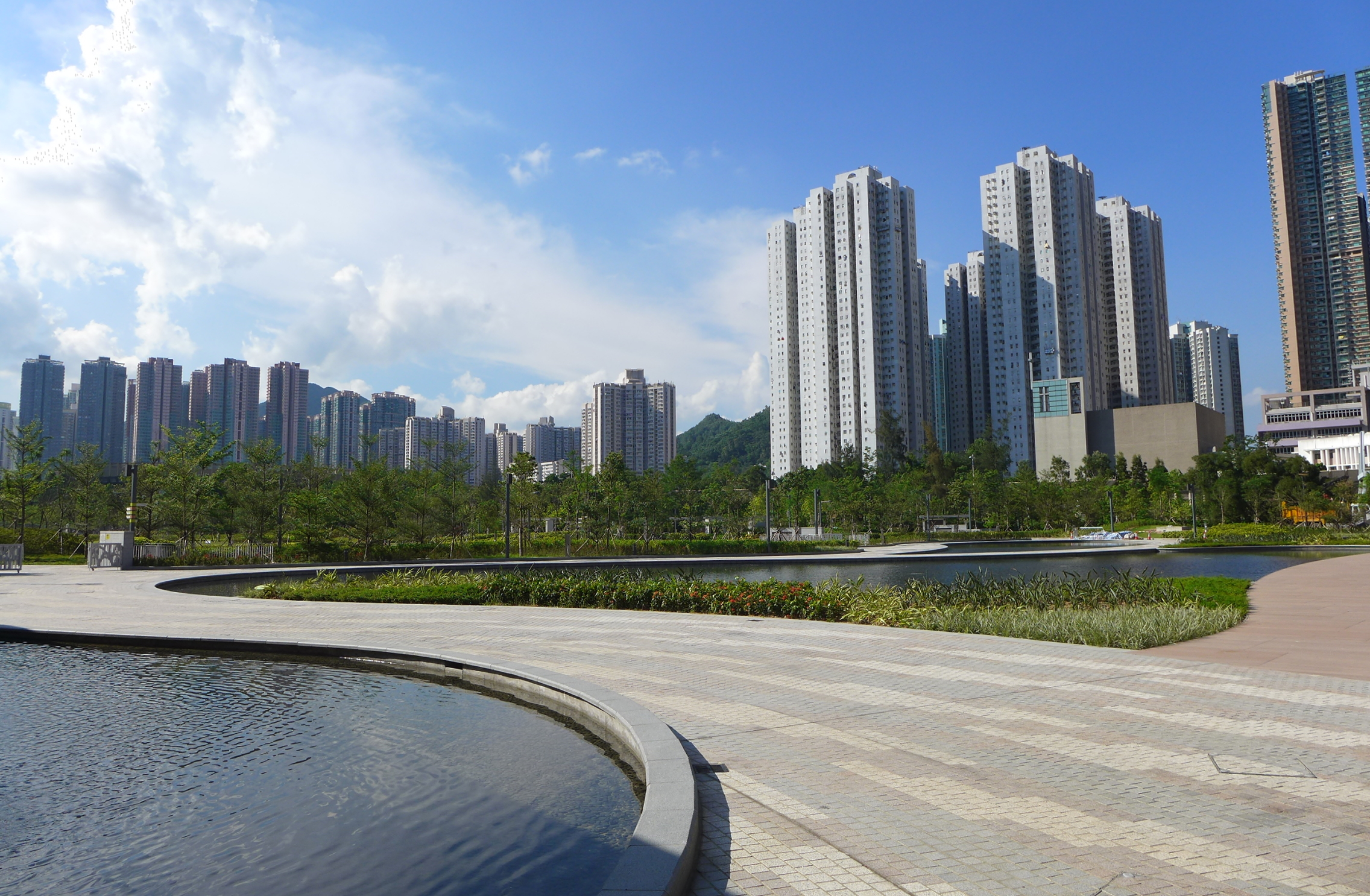
人工湖

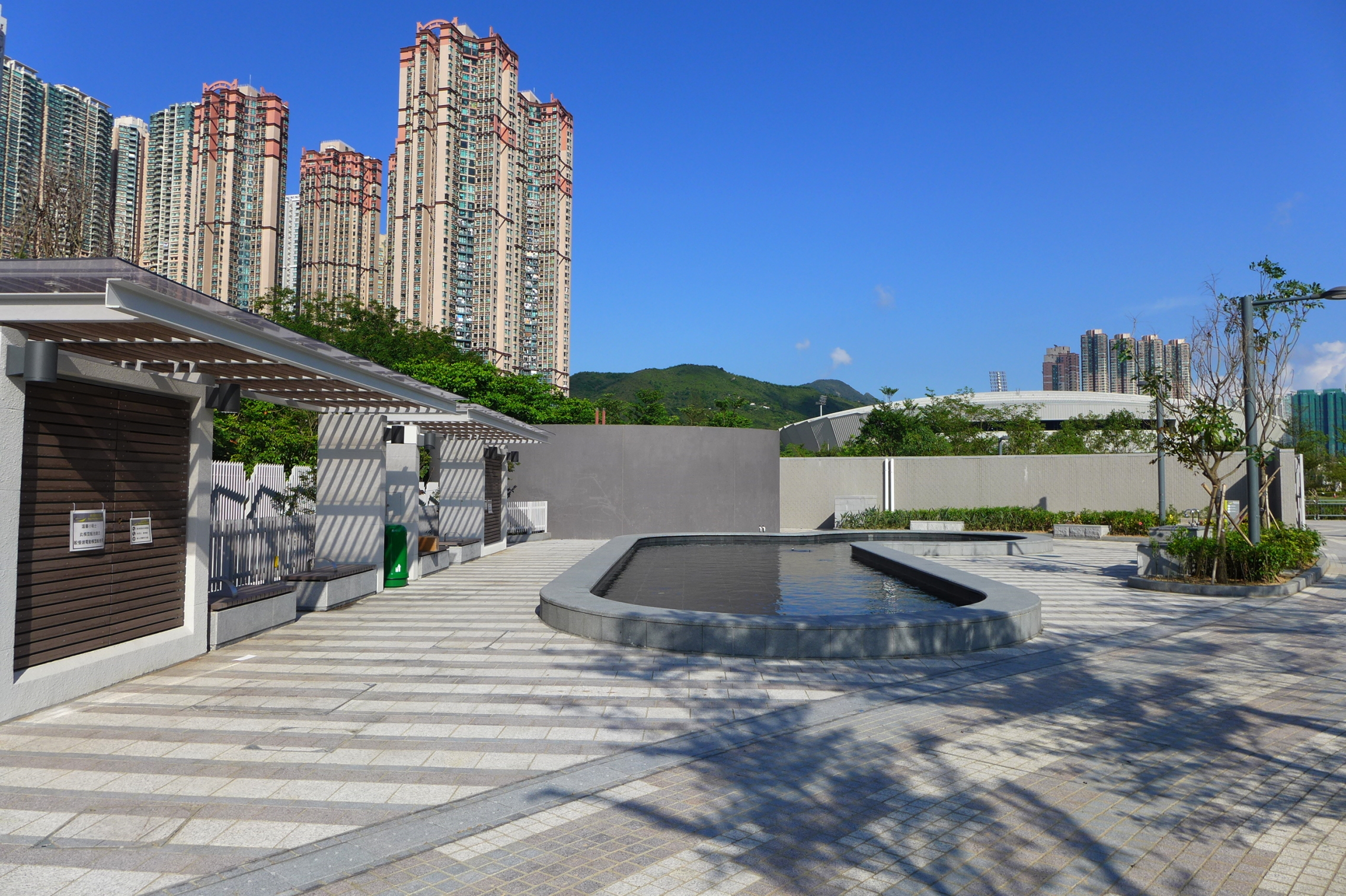
模型船池

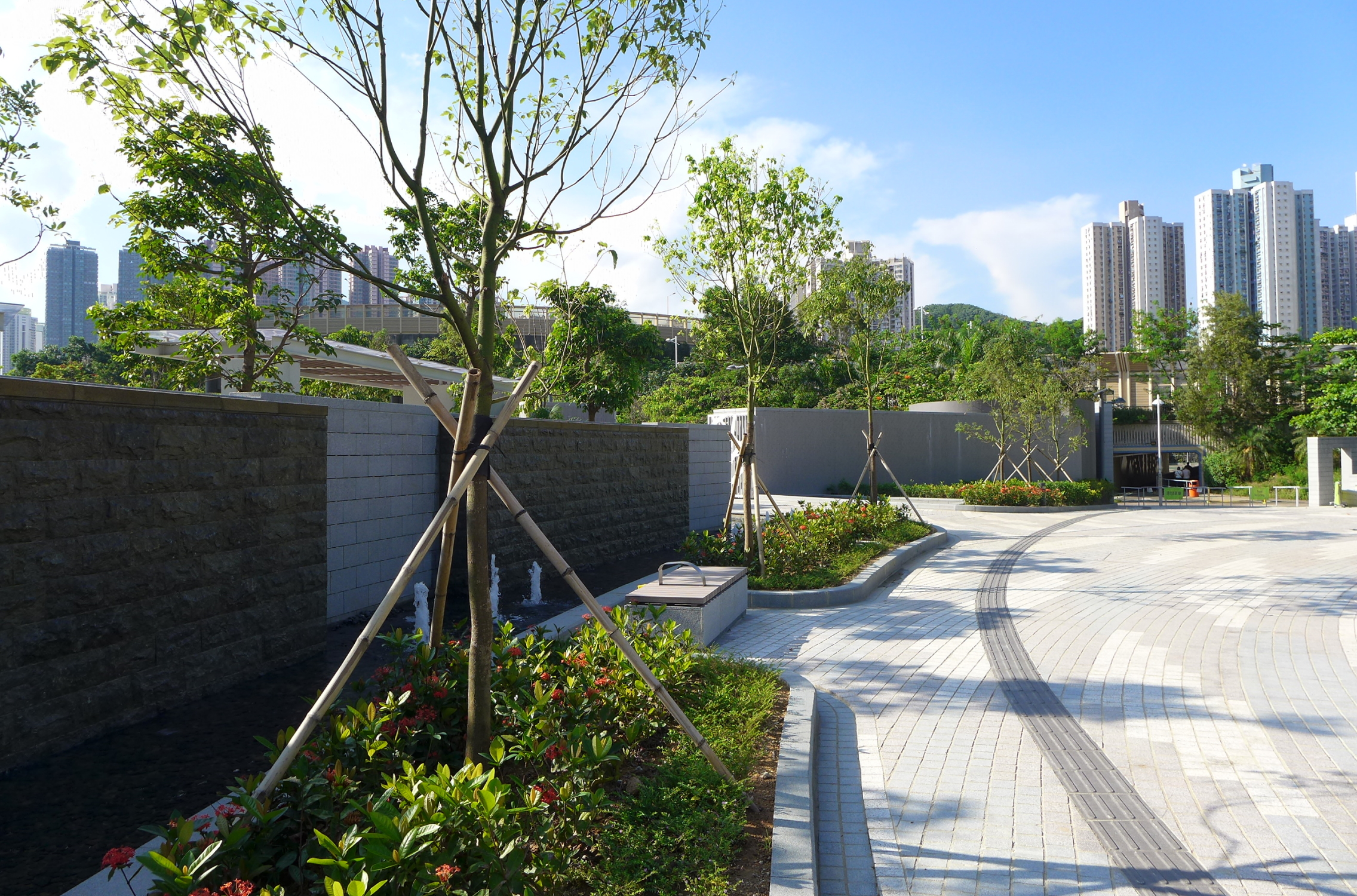
園景休憩區

公園主要劃分為動態及靜態區域，以人工湖分隔公園和香港單車館，靜態區以綠化園景為主，中間提供一個平坦開揚的中央草坪，讓公眾進行不同類型的活動，大草坪的兩邊均有高低不平的小山丘，增加遊覽的趣味性。動態區包括多用途表演場地、戶外攀石牆及適合青年人進行極限運動的滑板場。滑板場劃分爲小輪車、滑板式單線滾軸溜冰等不同區域。

### 市鎮公園
- 人工湖
- 中央草坪
- 運動攀登牆
- 戶外滑板場
- 設有健身設施的緩跑徑
- 長者健身角
- 兒童遊戲區
- 模型船池
- 園景休憩區
- 露天劇場
- 服務大樓（包括公園辦公室、救傷室、洗手間、更衣室、小食亭、儲物室、車輛上落客貨區等輔助設施）

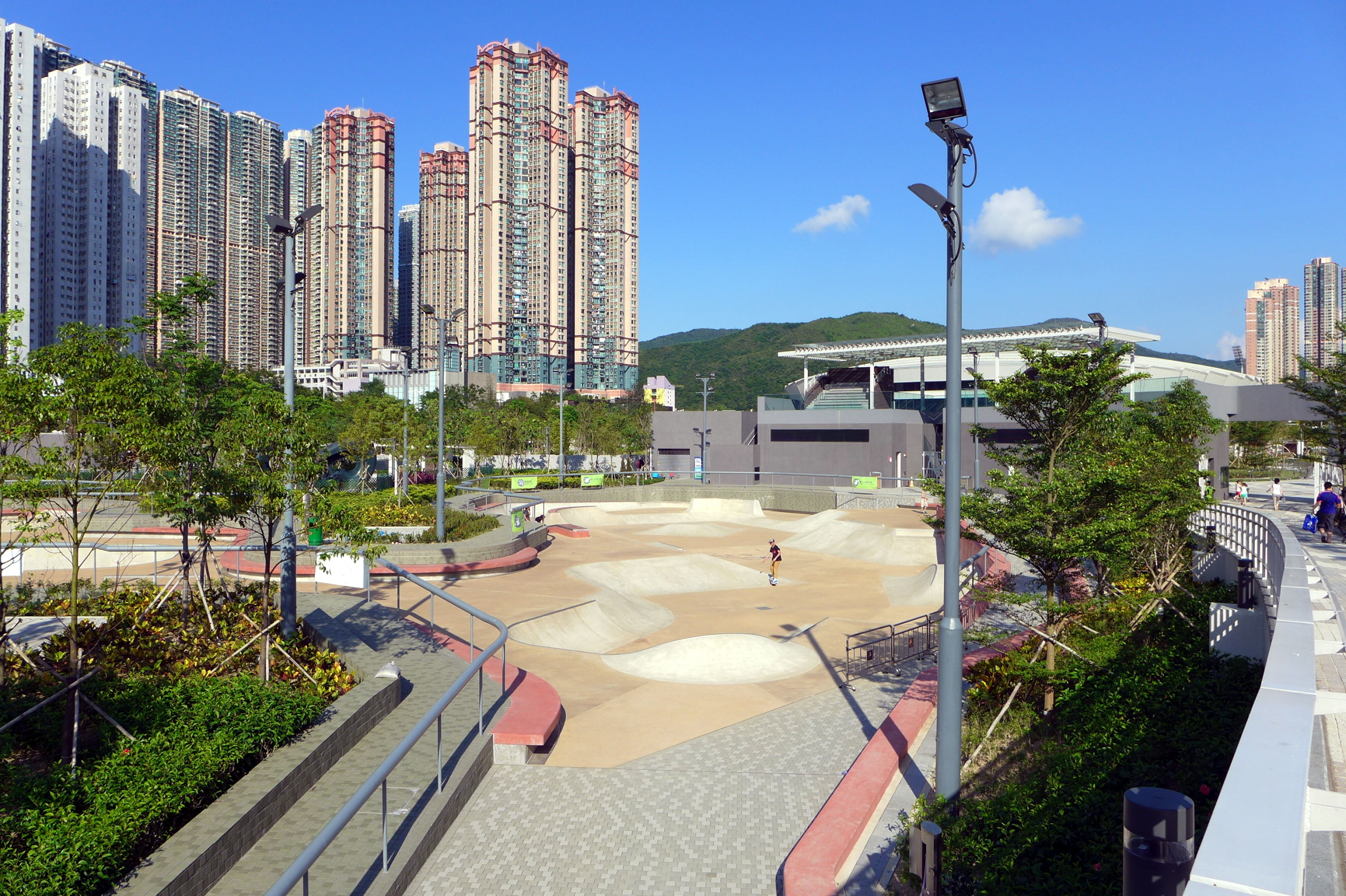
戶外滑板場
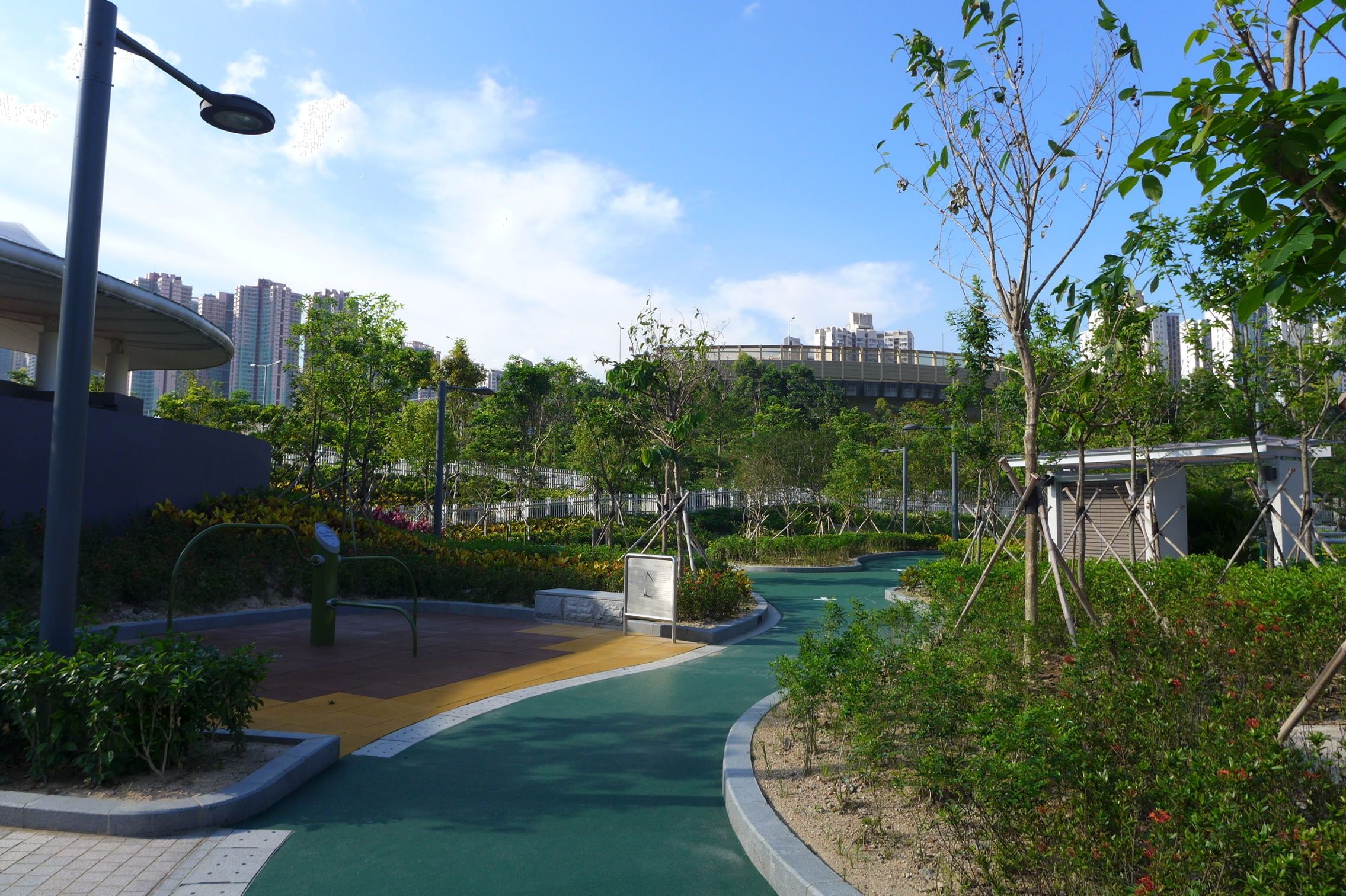
緩跑徑
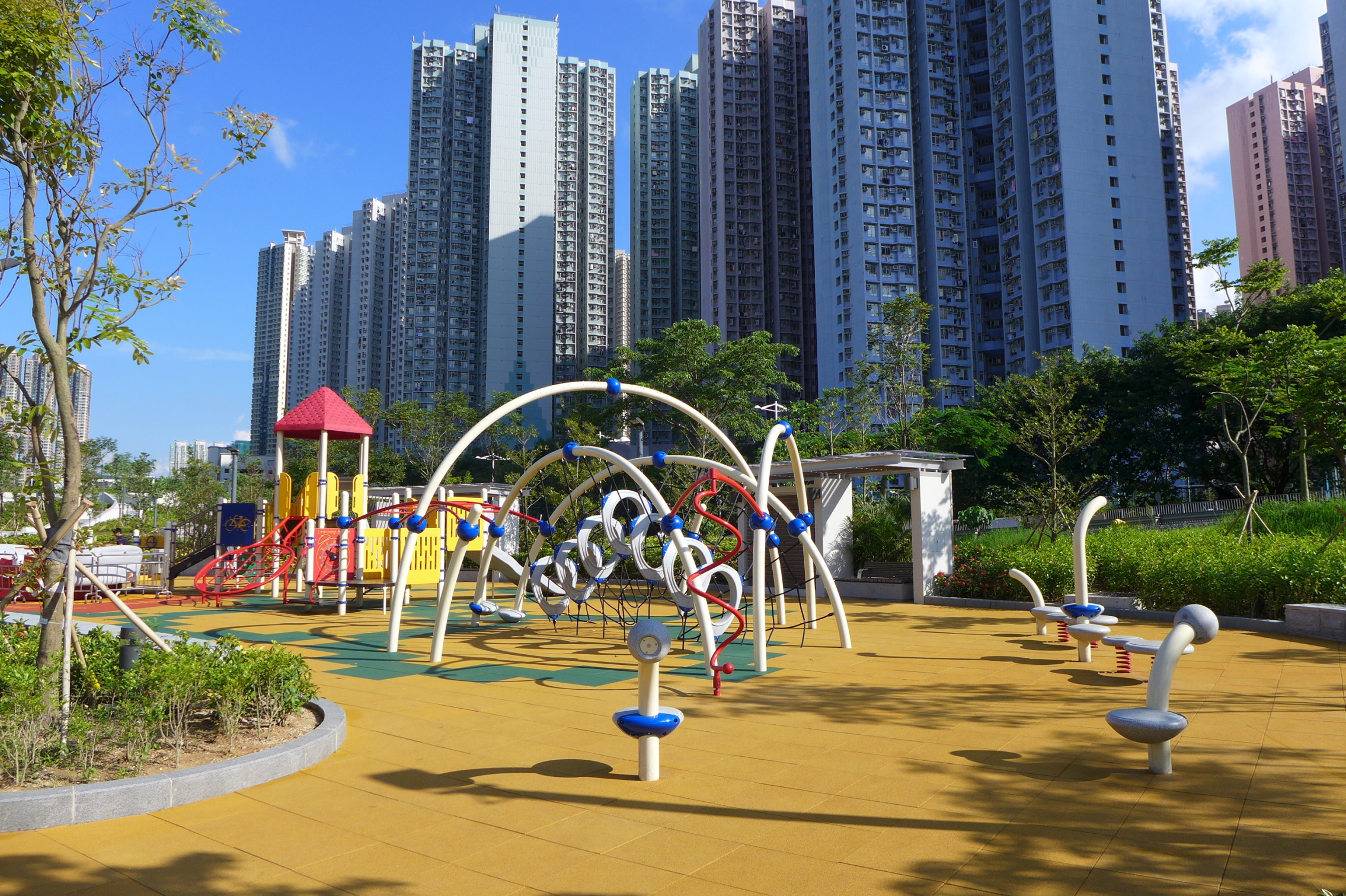
兒童遊戲區
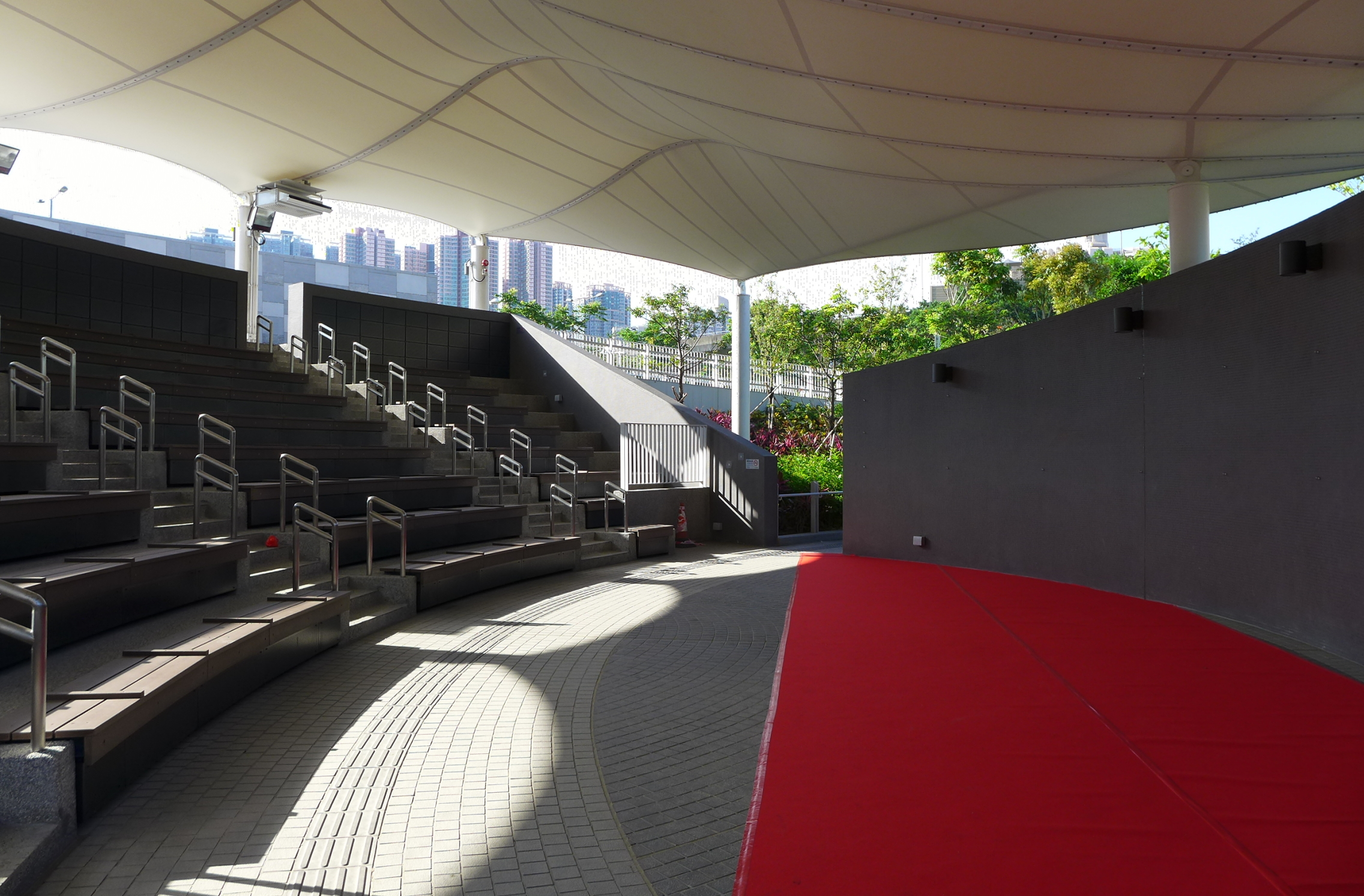
露天劇場
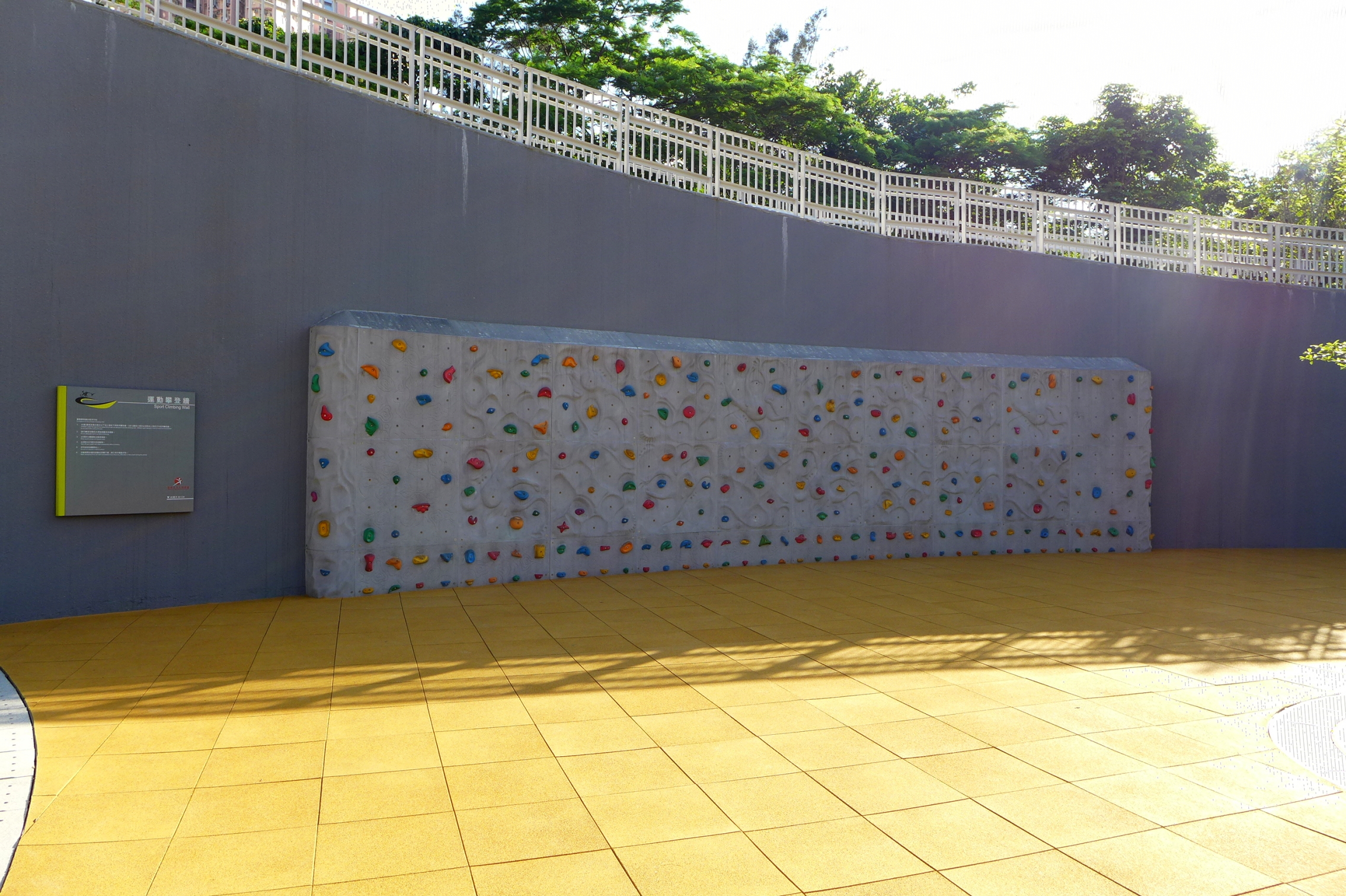
運動攀登牆
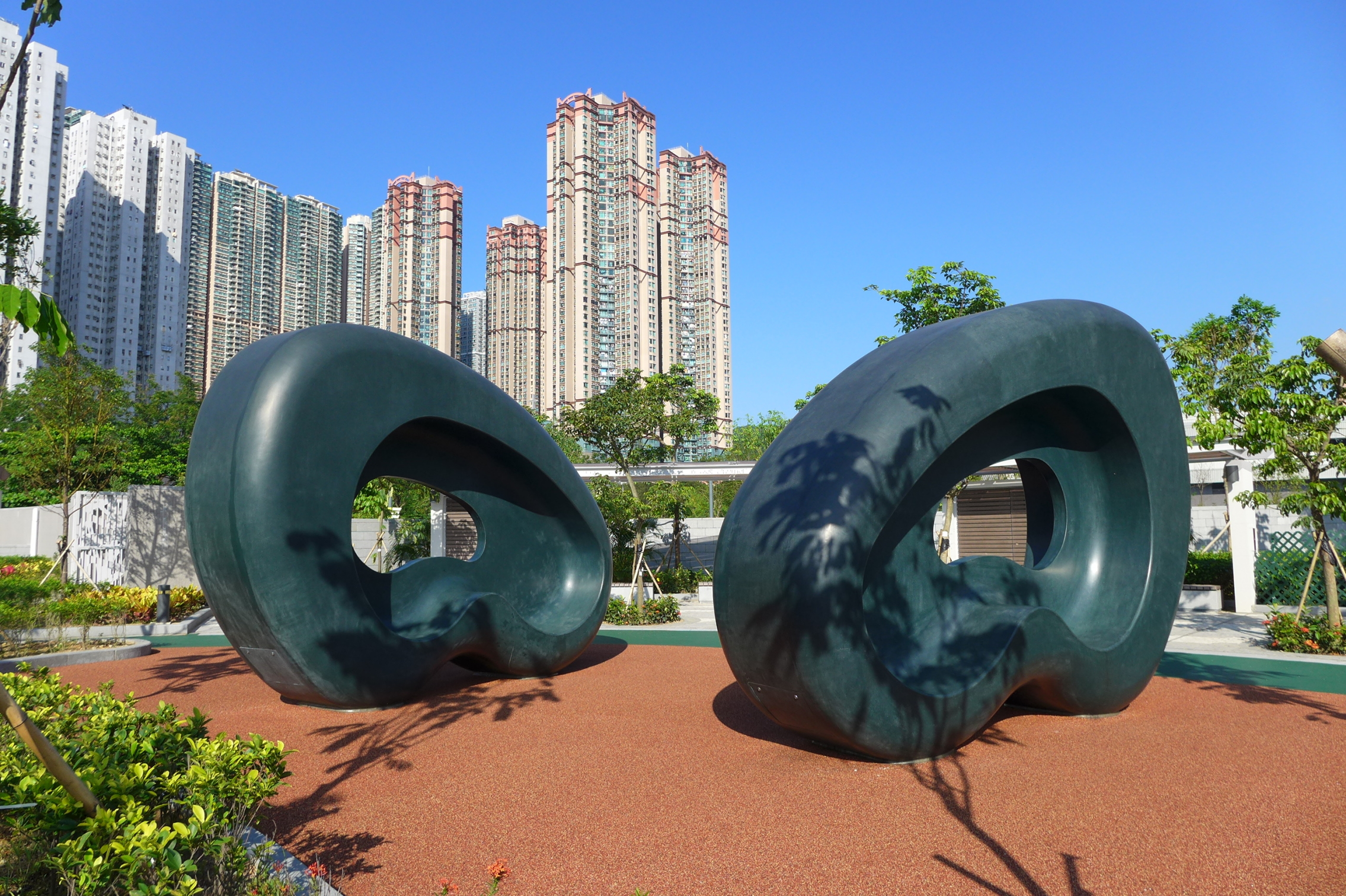
雕刻品
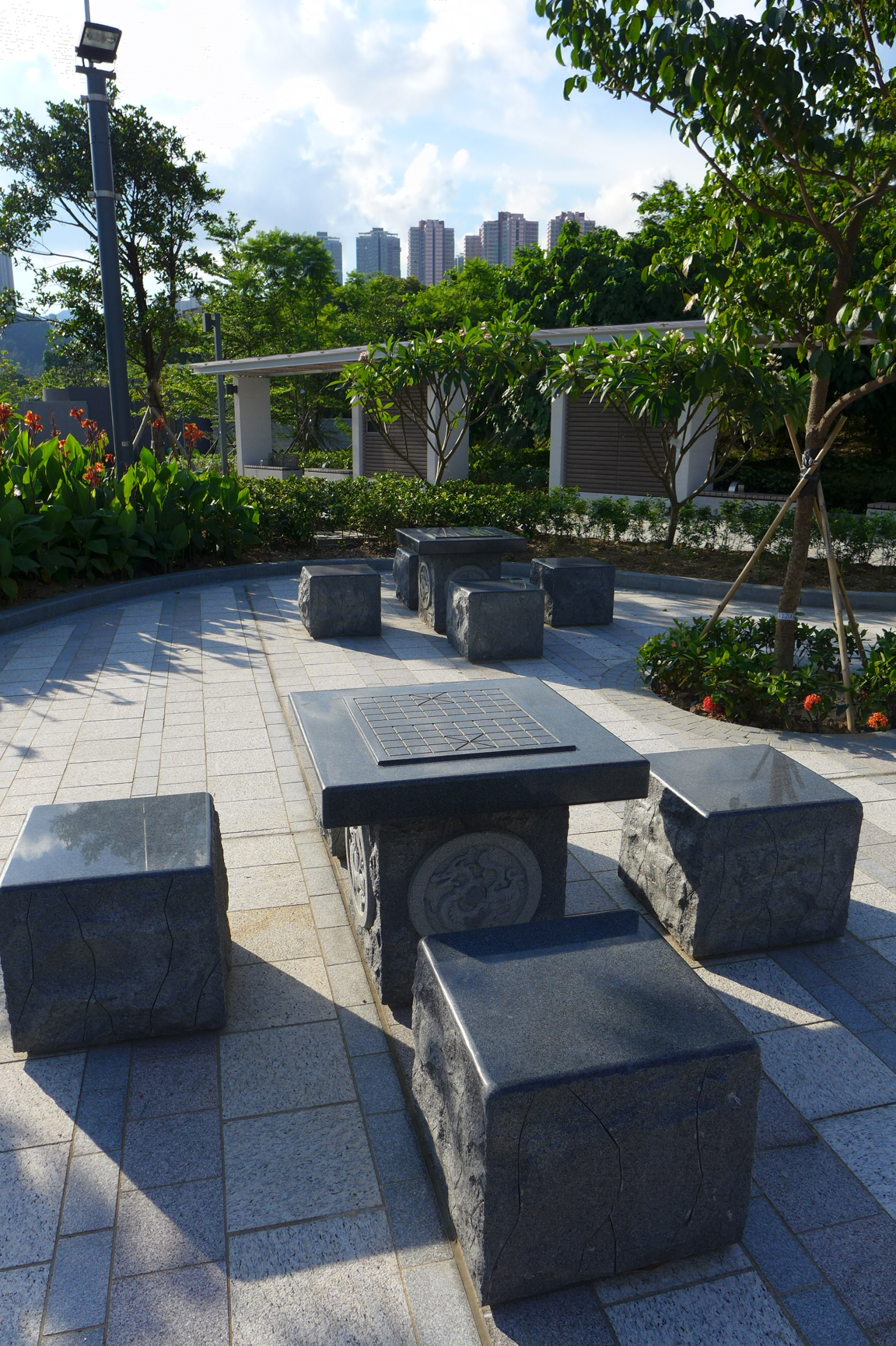
棋盤玩樂區
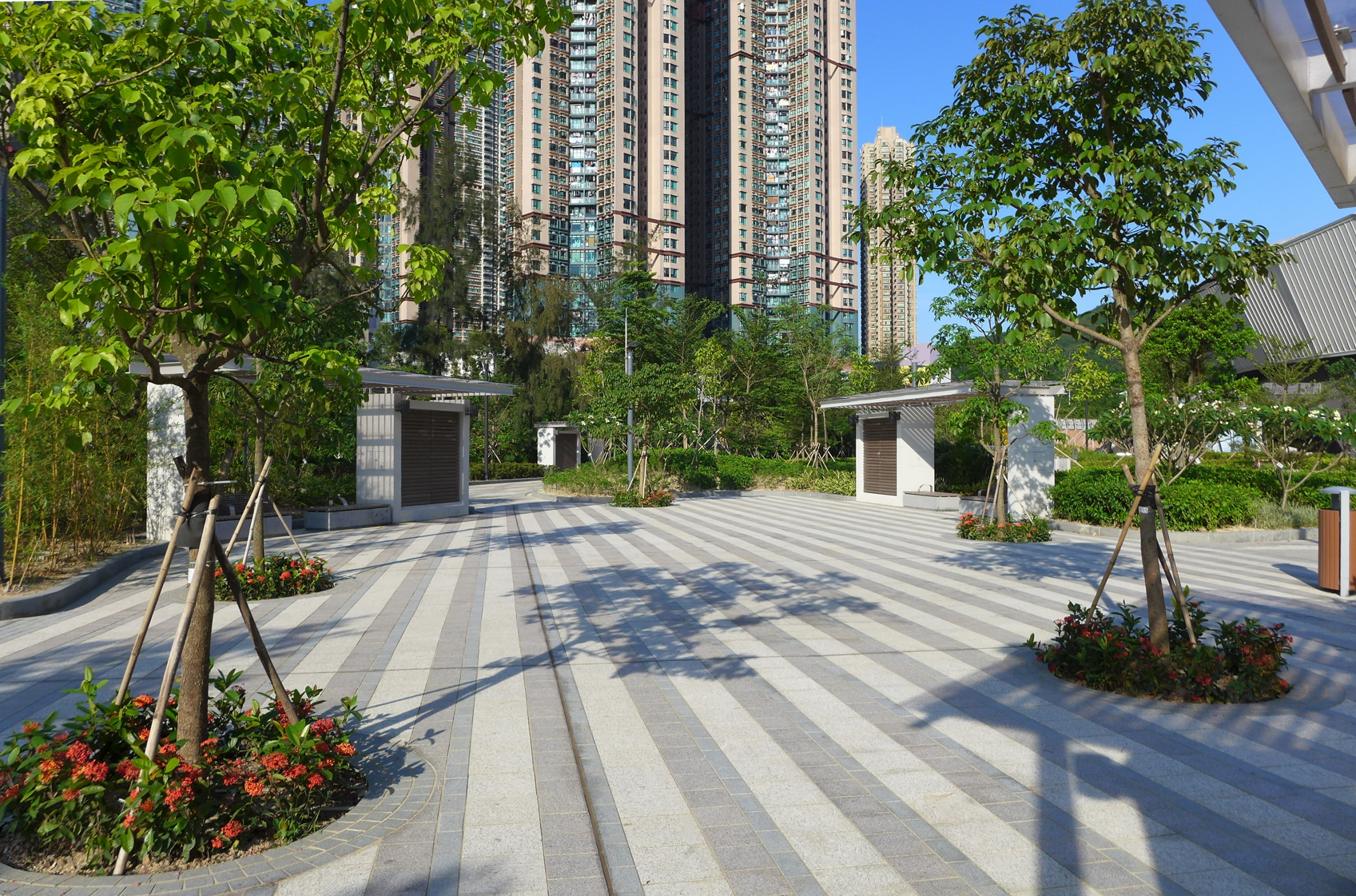
休憩區

### 單車館
- 250米長，符合國際比賽規定的室內單車賽道

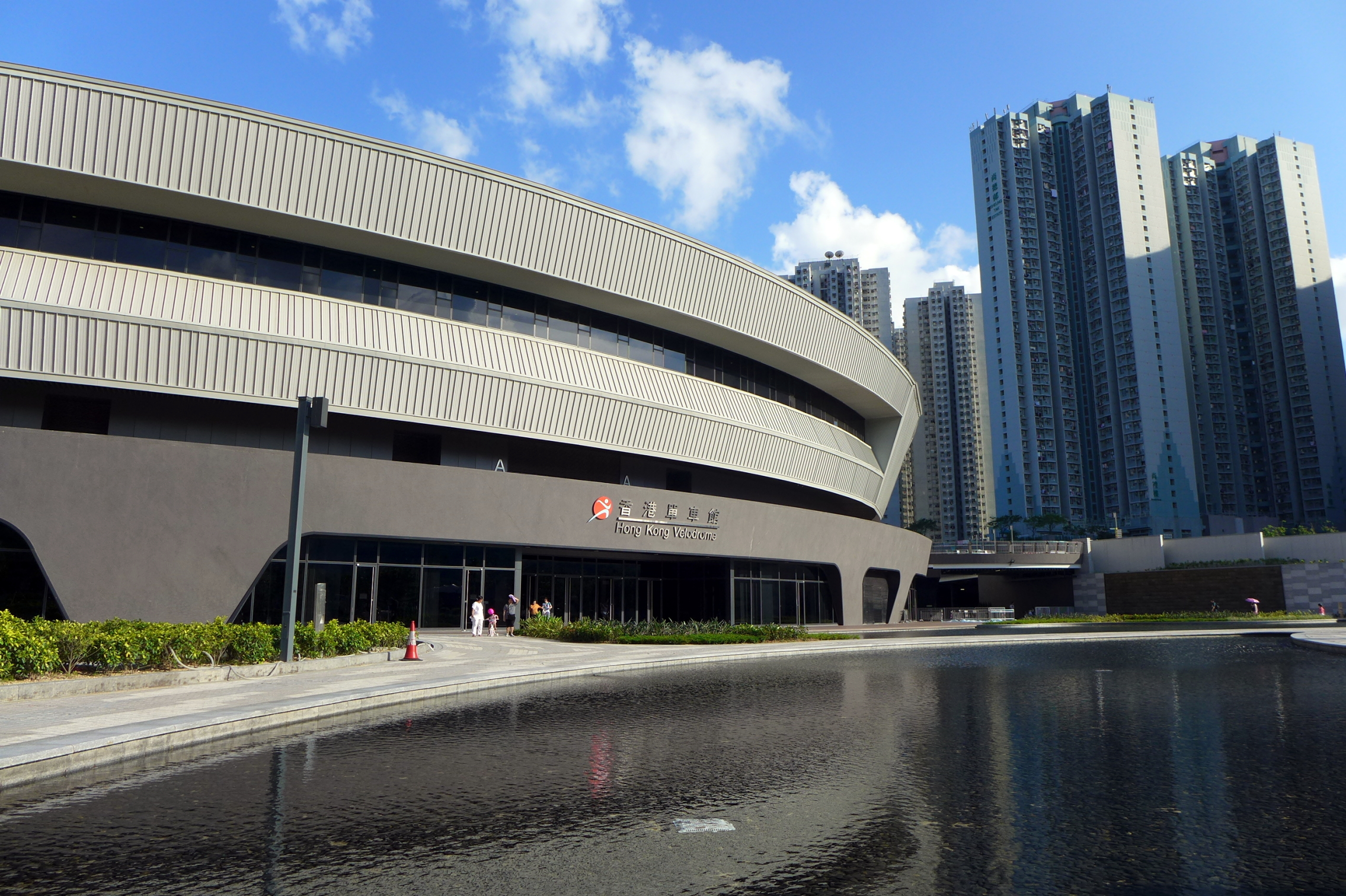
香港單車館前方設人工湖

- 看台設施，包括約2,000席固定座位的觀眾席和約1,000個臨時觀眾座位
- 單車賽道中央的多用途地方，包括用作兩座籃球場/兩座排球場或作8座羽毛球場、一個可以供給體操、武術、舞蹈、展覽、會議、演唱會、演藝或講座的場地
- 其他體育設施，包括健身室（附設重量訓練設施供運動員使用）、多用途活動室、舞蹈室、兒童遊戲室

### 其他
- 餐廳及餐飲設施
- 體育專賣店及其他零售設施
- 可供體育總會及其他團體租用的辦公室
- 輔助設施如辦公室、救傷室、洗手間、更衣室、儲物室、車輛上落客貨區等
- 停車場及單車停泊處[2]

## 批評

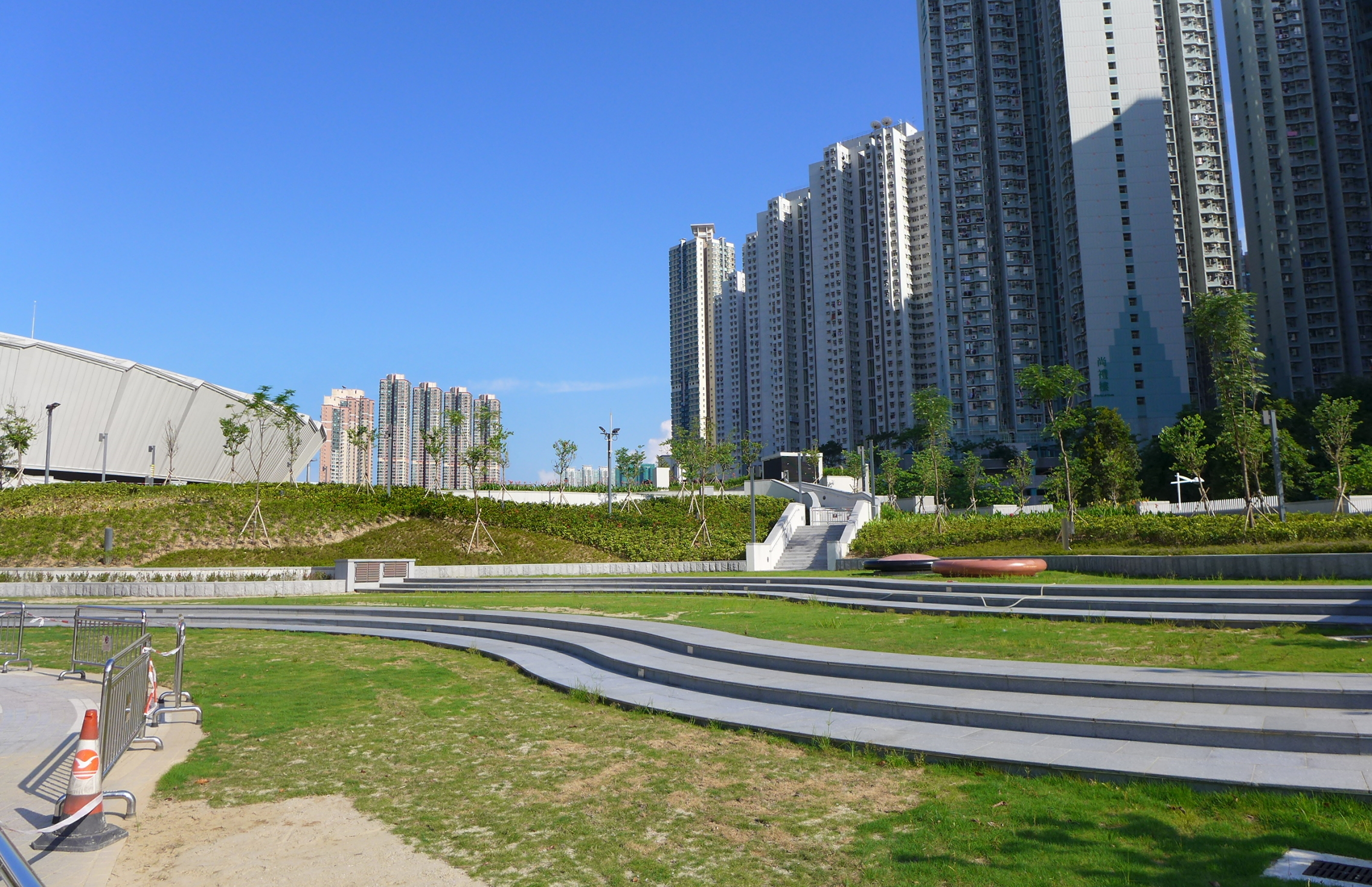
香港單車館公園部份草地被批評欠缺打理。

香港單車館公園啟用後，設施方面未如人意。多處草坪出現大洞，有待修補；兒童遊樂場未完全解封。西貢區議員范國威表示認同康樂文化事務署「先開放、再執漏」的做法，惟促請署方早日完善各項設施。康樂文化事務署回應時拍出，香港單車館公園草皮於2013年12月才舖設，因為同年年初天氣寒冷，新草皮於近日回暖才加快生長，因此工作人員將草地圍封。

## 外部連結
- 立法會--將軍澳市鎮公園 （页面存档备份，存于）
- 建築署- 工程項目